# Vlag van Hantumhuizen

Vlag van Hantumhuizen

De vlag van Hantumhuizen is de dorpsvlag van het Nederlandse dorp Hantumhuizen, in de Friese gemeente Noardeast-Fryslân. De vlag werd in 1988 geregistreerd.
De dorpsvlaggen van 28 dorpen in Dongeradeel werden op 28 januari 1988 goedgekeurd door de gemeenteraad van de vroegere gemeente Dongeradeel.

## Beschrijving
De beschrijving van de vlag is als volgt:
Broekschuin gedeeld: van de broekzijde af wit-groen, met in het wit de rode kerk met toren van het wapen, de toren aan de broekzijde.
De kleuren zijn afkomstig van het dorpswapen.

## Symboliek

Schuine indeling: verwijst naar het wapen van Westdongeradeel, de gemeente waar het dorp eertijds deel van uitmaakte.
- Kerk: beeldt de Sint-Annakerk van Hantumhuizen uit. De kerk is weliswaar omgekeerd afgebeeld, de reden hiervoor is niet bekend.[4]
- Groen veld: staat voor de weidegronden rond het dorp.[4]